# نبرد سمیرم: انگلیسی‌ها، قشقایی‌ها و جنگ دوم جهانی
نبرد سمیرم (انگلیس‌ها، قشقایی‌ها و جنگ دوم جهانی) کتابی از کاوه بیات دربارهٔ نبرد سمیرم است که در سال ۱۳۸۹ منتشر و در مراسم کتاب سال جمهوری اسلامی ایران به‌عنوان کتاب برگزیده معرفی شد.